# 浙江省 (清朝)
浙江省（穆麟德轉寫：jegiyang golo）延续了明代的省制度，初名为浙江布政使司，并设由浙江巡抚总理，由闽浙总督监理。浙江省是清朝的内地十八省的一个省，八旗军在乍浦、杭州等地存在驻军，负责弹压地方。

## 督抚沿革
1645年，设闽浙总督、浙江布政使司、浙江巡抚。

## 行政区划
| 浙江省行政区划图（1820年）                                                   |
| 杭州府 嘉兴府 湖州府 宁波府 绍兴府 台州府 金华府 衢州府 严州府 温州府 处州府 |

清朝下轄十一府、一直隸廳，共計三廳、一州、七十五縣：

### 杭嘉湖道
- 杭州府
  - 下辖：钱塘县（附郭）、仁和县（附郭）、海宁州（1773年改海宁县设）、富阳县、余杭县、临安县、於潜县、新城县、昌化县。
- 嘉兴府
  - 下辖：嘉兴县（附郭）、秀水县（附郭）、嘉善县、海盐县、平湖县、石門縣、桐鄉縣。
- 湖州府
  - 下辖：乌程县（附郭）、归安县（附郭）、长兴县、德清县、武康县、孝丰县（原安吉州领）、安吉县（1773年改安吉州设）。

### 宁绍台道
- 宁波府
  - 下辖：鄞县（附郭）、慈溪县、奉化县、镇海县（1687年改定海县设）、象山县、石浦厅（1823年分象山县设）、南田厅（1909年设）。
- 绍兴府
  - 下辖：山阴县（附郭）、会稽县（附郭）、萧山县、诸暨县、余姚县、上虞县、嵊县、新昌县。
- 台州府
  - 下辖：临海县（附郭）、黄岩县、天台县、仙居县、宁海县、太平县。
- 定海直隶厅，1687年设定海县，1843年，改定海直隶厅

### 金衢严道
- 金华府
  - 下辖：金华县（附郭）、兰溪县、东阳县、义乌县、永康县、武义县、浦江县、汤溪县。
- 衢州府
  - 下辖：西安县（附郭）、龙游县、江山县、常山县、开化县。
- 严州府
  - 下辖：建德县（附郭）、淳安县、桐庐县、遂安县、寿昌县、分水县。

### 温处道
- 温州府
  - 下辖：永嘉县（附郭）、瑞安县、乐清县、平阳县、泰顺县。
- 处州府
  - 下辖：丽水县（附郭）、青田县、缙云县、松阳县、遂昌县、龙泉县、庆元县、云和县、宣平县、景宁县。
- 玉環直隸廳，1728年设。